# 쥘 메그레

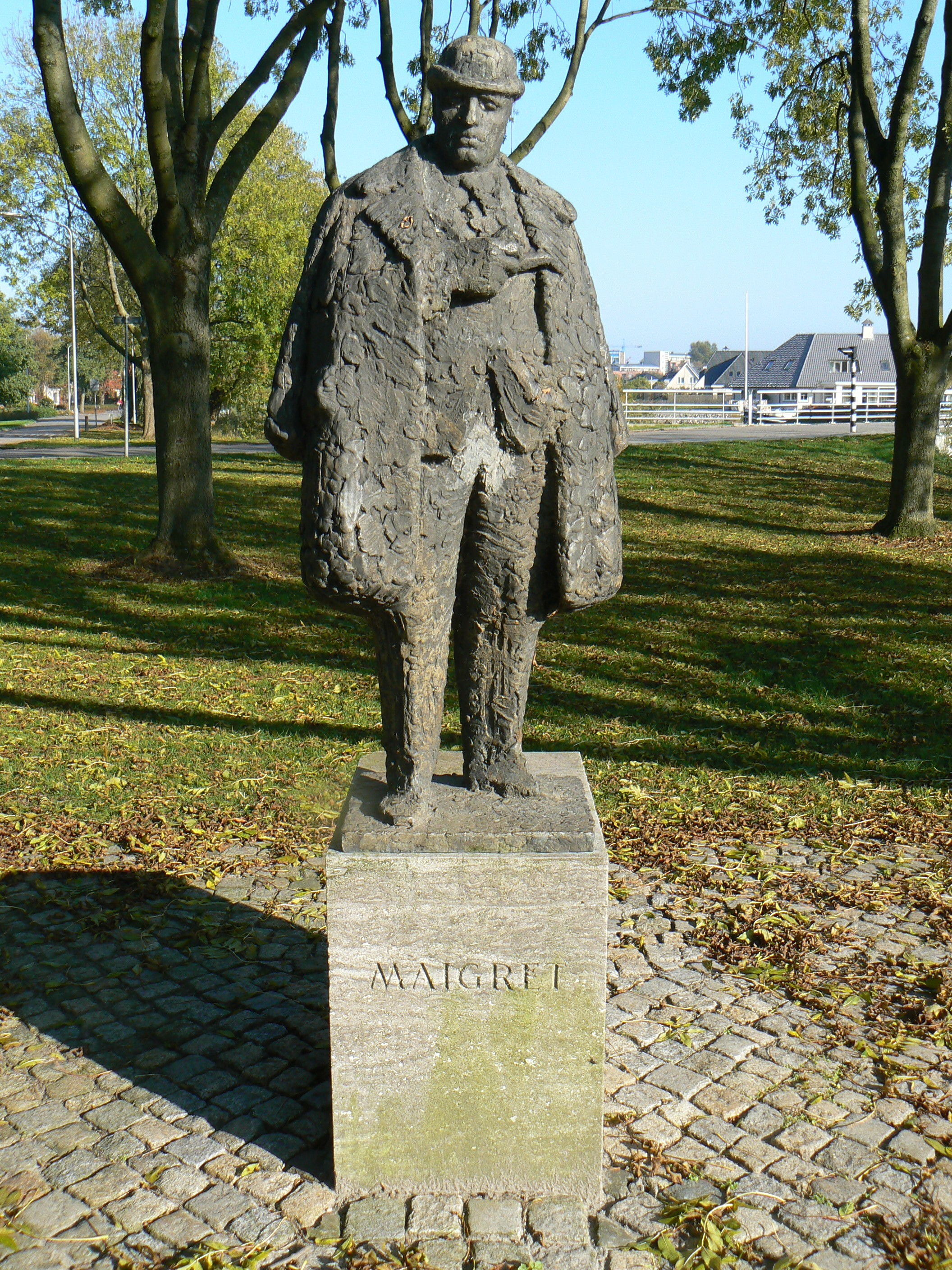

쥘 메그레(프랑스어: Jules Maigret)는 프랑스의 소설가 조르주 심농의 추리 소설에 등장하는 가공의 경찰관이다.